# Bảo tàng Quý tộc có đất ở Dobrzyca ở Khu phức hợp Công viên và Cung điện Dobrzyca
Bảo tàng Quý tộc có đất ở Dobrzyca ở Khu phức hợp Công viên và Cung điện Dobrzyca (tiếng Ba Lan: Muzeum Ziemiaństwa w Dobrzycy Zespół Pałacowo-Parkowy) là một bảo tàng tọa lạc tại số 5a phố Pleszewska, Dobrzyca, Ba Lan. Bảo tàng bố trí triển lãm bên trong khuôn viên của Khu phức hợp Cung điện và Công viên Dobrzyca. Từ ngày 1 tháng 1 năm 2019, Khu phức hợp Cung điện và Công viên ở Dobrzyca được công nhận là di tích lịch sử. Wiesław Kaczmarek đảm nhiệm vị trí giám đốc bảo tàng kể từ tháng 4 năm 2015.

## Lịch sử
Bảo tàng được thành lập vào ngày 1 tháng 12 năm 1988. Lúc bấy giờ, theo quyết định của Bộ trưởng Bộ Văn hóa và Nghệ thuật, Bảo tàng Tam điểm được thành lập với tư cách là một chi nhánh của Bảo tàng Quốc gia ở Poznań. Vào ngày 31 tháng 12 năm 1995, chi nhánh này bị giải thể. Tháng 1 năm tiếp theo, tỉnh Kalisz thành lập một tổ chức độc lập với tên gọi Bảo tàng Khu phức hợp Cung điện và Công viên ở Dobrzyca. Trong cuộc cải cách hành chính vào năm 1999, tỉnh Kalisz cũ trở thành một phần của tỉnh Wielkopolskie mới được thành lập. Do đó, bảo tàng do hạt Pleszew tiếp quản. Vào ngày 2 tháng 7 năm 2002, bảo tàng được chuyển giao cho Nghị viện của Vùng Wielkopolska. Bảy năm sau, bảo tàng lấy tên hiện tại.